# Charles Wallace Richmond

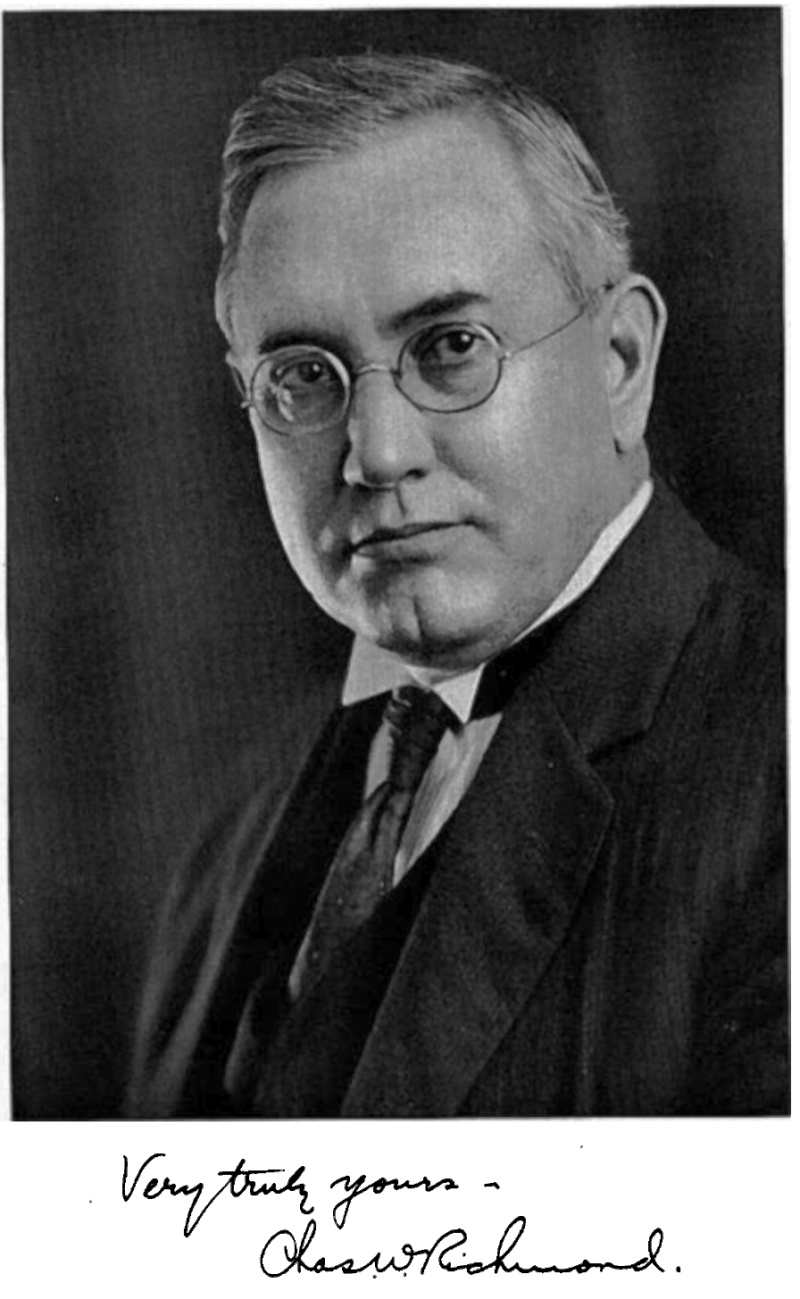
Charles Wallace Richmond

Charles Wallace Richmond (* 31. Dezember 1868 in Kenosha, Wisconsin; † 19. Mai 1932 in Washington, D.C.) war ein US-amerikanischer Ornithologe. Nach einigen Forschungsreisen wandte er sich von der Feldornithologie ab, beschäftigte sich vorwiegend mit bibliografischer Forschung und Nomenklatur und wurde zu einem international bedeutenden Fachmann auf diesem Gebiet. Einige Berühmtheit erlangte in Fachkreisen der Richmond Index, eine umfangreiche Kartei zu den Gattungen und Arten der Vögel, mit der Richmond bedeutend zur Einheitlichkeit und Stabilität der ornithologischen Nomenklatur beitrug.

## Leben

### Herkunft, Ausbildung und Ehe
Charles Wallace Richmond wurde als Sohn des ehemaligen Bahnpostbeamten Edward Leslie Richmond und seiner Frau Josephine Ellen Richmond (geb. Henry) in Kenosha in Wisconsin geboren. Er hatte einen Bruder und zwei Schwestern. 1880 starb die Mutter und der Vater zog nach Washington, D.C., wo er eine Stellung in der Regierungsdruckerei annahm und ein zweites Mal heiratete. Die Stiefmutter, ebenfalls verwitwet, brachte zwei weitere Kinder mit in die Ehe. Später bekam sie noch fünf Söhne, von denen aber zwei im Kindesalter starben.
Richmonds Schulbildung beschränkte sich auf wenige Jahre in öffentlichen Schulen. Nebenbei musste er sich um die Geschwister kümmern und einen Teil des Familienunterhalts aufbringen. In den Wintermonaten arbeitete er daher als Page im Repräsentantenhaus. Durch fleißige Nacharbeiten gelang es ihm jedoch jedes Jahr, in die nächsthöhere Klasse versetzt zu werden. 1883 musste er die Schule abbrechen und arbeitete bis 1889 als Kurier bei der United States Geological Survey. Danach war er für kurze Zeit beim Census Office beschäftigt. Vorübergehend nahm er Lateinunterricht, was der Vater aber wegen der Kosten bald unterband. Daraufhin betrieb er auf eigene Faust weitere Studien mithilfe von Büchern. Ab 1894 studierte er – endlich von den familiären Pflichten entbunden – Medizin an der Georgetown University. 1897 machte er seinen Abschluss, praktizierte aber nie. Im Folgejahr heiratete er Louise H. Seville. Die Ehe blieb kinderlos.

### Ornithologische Laufbahn
Bereits als Kind hatte sich Richmond für Vögel und deren Eier interessiert, von denen er eine bescheidene Sammlung angelegt hatte. In Washington hatte er die Ausstellung im National Museum of Natural History besucht und den kindlichen Beschluss gefasst, seine eigene Sammlung zu stiften. Dabei war er mit Robert Ridgway in Kontakt gekommen, der für ihn Vorbild und Lehrer wurde. Während seiner Arbeit im Repräsentantenhaus war ihm in der Library of Congress neben anderen ornithologischen Büchern George Robert Grays Hand List of the Genera and Species of Birds in die Hände gefallen. Er hatte begonnen, die darin enthaltene Artenliste zu kopieren, diese Arbeit aber nach dem ersten Band aufgegeben.
1884 hatte er mit der Sammlung von Bälgen begonnen und die Bekanntschaft Henry W. Henshaws gemacht, dessen Fachwissen er zur Bestimmung hinzuzuziehen pflegte. Dieser stellte ihm wiederum William Brewster vor, der ihm erste Kenntnisse in der Taxidermie vermittelte, in der es Richmond in den nächsten Jahren zu großer Fertigkeit brachte. Ab 1885 brachte Richmond seine ersten wissenschaftlichen Veröffentlichungen heraus, unter anderem eine Liste der Brutvögel des District of Columbia, die 1888 in The Auk erschien.
Von Anfang August bis Ende September 1888 führte ihn eine Expedition der Geological Survey nach Montana, wo er zahlreiche Vögel sammelte. Zusammen mit dem ebenfalls teilnehmenden Botaniker Frank Hall Knowlton verfasste er später einen Bericht dazu. Bis 1892 hatte er eine Stelle als Ornithologe in der Landwirtschaftsabteilung der Geological Survey inne. Im selben Jahr schloss er sich einer Expedition nach Honduras an. Auf dem Weg dorthin konnte er Vögel in Jamaika und Nicaragua sammeln, wo die Expedition jedoch vorzeitig in Bluefields scheiterte. Mehrere Teilnehmer waren an Malaria erkrankt und einer verstorben. Richmond trat ein Jahr später die Rückreise über New York an. Die gesammelten Vögel verkaufte er an das Museum in Washington und finanzierte so sein Studium.
Ab 1893 war er am National Museum of Natural History vorübergehend als Nachtwächter in der Telefonzentrale angestellt, wurde dann bald der Abteilung für Mammalogie zugeteilt und im Juli 1894 wissenschaftlicher Mitarbeiter unter Robert Ridgway. Richmond übernahm für ihn während seiner Arbeit an dem monumentalen Werk Birds of North and Middle America die Pflichten des Kurators in der Ornithologischen Abteilung. 1900 unternahm er zusammen mit Leonhard Hess Stejneger eine ausgedehnte Sammelreise nach Puerto Rico, die er einem Brief zufolge als recht beschwerlich empfand. Neben den Reisebedingungen und einer Erkrankung an Denguefieber beklagt er, dass aufgrund der großflächigen Abholzung der Artenreichtum an Vögeln zu wünschen übrig ließ und sich das Sammeln seltener Arten in den abgelegenen Regionen sehr beschwerlich gestalte. Weitere Forschungsreisen unternahm er nicht.
1901 koordinierte er die Ausstellungen des Museums auf der Pan-American Exposition in Buffalo und der South Carolina Inter-State and West Indian Exposition in Charleston. Er war ferner mit der Auswertung von William Louis Abbotts umfangreichen Sammlungen aus Afrika und Madagaskar, Kaschmir, Turkestan und Sumatra befasst und unterstützte Ridgway bei der Arbeit an The Birds of North and Middle America.
Richmonds Interesse konzentrierte sich im Folgenden stark auf bibliografische Arbeit und Forschung sowie auf Fragen der Nomenklatur, worin er sich ein profundes Fachwissen erwarb, das international geschätzt wurde. Er publizierte selbst nur noch wenig, hatte aber erheblichen Einfluss auf die Forschungsarbeit anderer Ornithologen und bekam viele Arbeiten zur Prüfung vorgelegt.
Nach Ridgways Tod wurde Richmond am 1. Juli 1929 Kurator der Ornithologischen Abteilung. Seit 1922 quälte ihn jedoch ein Magengeschwür und er war der täglichen Arbeit am Museum überdrüssig geworden. Er war daher froh, dass er den Kuratorposten schon im September an Herbert Friedmann abgeben konnte. Er bezog wieder seinen alten Posten als Associate Curator und verbrachte seine meiste Zeit mit der Begutachtung wissenschaftlicher Arbeiten und fachlicher Beratung. Sein Gesundheitszustand verschlechterte sich kontinuierlich, bis er am 19. Mai 1932 im Georgetown Hospital starb.
Seit 1888 war Richmond gewähltes Mitglied der American Ornithologists’ Union, seit 1897 war er Fellow und 1903 wurde er Mitglied des Vorstands. 1901 wurde er in das neu gegründete Committee on Classification and Nomenclature of North American Birds  gewählt, als dessen Sekretär er bis 1922 mehrfach fungierte. Er war an der Erstellung der dritten und vierten Auflage der A. O. U. Checklist beteiligt. Eine Nominierung als Vizepräsident sowie später als Präsident lehnte er jedoch ab. Zudem war er Mitglied im Baird Ornithological Club und wurde von zahlreichen nationalen und internationalen wissenschaftlichen Organisationen durch Ehrenmitgliedschaften geehrt.

### Der „Richmond Index“
In seiner Freizeit katalogisierte Richmond alle verfügbaren Angaben zu den Erstbeschreibungen von Gattungen und Arten der rezenten und ausgestorbenen Vögel in einer Kartei die später als Richmond Index bekannt wurde und Richmond zum international führenden Fachmann auf dem Gebiet der ornithologischen Nomenklatur machte.
Zwischen 1889 und 1891 hatte er mit der Anlage von Karteikarten begonnen, auf denen er jeweils die Publikation mit Erscheinungsdatum, die genaue Schreibweise, Typuslokalität und -exemplar sowie ein Zitat der Erstbeschreibung erfasste. Oft enthielten die Karten auch etymologische Anmerkungen oder Notizen zu Richmonds überprüfenden Nachforschungen. Während seiner Reise nach Mittelamerika hatte er die Kartei Ridgway überlassen, der sie zwischen seinen Unterlagen verstreut hatte. Später bewahrte Richmond sie zuhause auf. Im Esszimmer seiner Privatwohnung wertete er unermüdlich und systematisch ornithologische Publikationen aus, machte sich Vermerke und übertrug die Informationen auf Karten. Unter Zuhilfenahme einer kleinen Druckpresse konnte er auch kleine Serien erstellen, mit denen er die Schreibarbeit bei redundanten Publikationsdaten vermied. Während der teils recht monotonen Arbeit hörte er Musik mit einem Phonographen oder unterhielt sich mit Besuchern.
1912 war die Kartei auf 30.000 Karten sowie weitere 10.000 mit unterstützenden Informationen angewachsen. Nach Angaben Richmonds, war seine Arbeit damit zu etwa drei Fünfteln vollendet. Es entstand der Plan, Teile der Kartei als Nachdruck zu publizieren und Forschungseinrichtungen oder Privatpersonen per Subskription zugänglich zu machen. In The Auk beschrieb der mit Richmond befreundete Ornithologe Witmer Stone das Vorhaben und würdigte gleichzeitig dessen Bedeutung. Während etwa nordamerikanische Ornithologen sich auf eine lange Tradition von Standardwerken stützen konnten und in der Checklist der American Ornithologists’ Union eine nomenklatorisch zuverlässige Artenliste vorliegen hatten, krankte es bei der Erforschung der südamerikanischen, südasiatischen und afrikanischen Vogelwelt an Einheitlichkeit und Artenkenntnis. Viele Arten waren mehrfach beschrieben worden und das genaue Publikationsdatum und damit die Priorität bei vielen synonymen Taxa unklar. Zudem war das nötige Wissen über die gesamte Literatur verstreut und kaum eine Bibliothek verfügte über einen annähernd vollständigen Bestand der ornithologischen Fachpublikationen. Während der Arbeit hatte Richmond bereits viele vergessene Erstbeschreibungen zu Tage gebracht, zahlreiche Widersprüche und Konflikte entdeckt und teilweise ausräumen können.
Das Vorhaben der Publikation verlief im Sande. 1916 hatte Richmond erst 267 Karten in der beabsichtigten Auflage produziert und schon zunehmend Probleme mit der Lagerung bekommen. Von einer deutschen Forschungsgesellschaft kam zwischenzeitlich der Vorschlag, wenigstens eine aktuelle und vollständige Liste mit allen Vogelgattungen herauszugeben. Richmond hatte bereits zuvor einige Supplemente zum 1889 von Frederick Herschel Waterhouse erstellten Index Generum Avium publiziert und machte sich sofort an die Arbeit. Das Unternehmen scheiterte jedoch am Ausbruch des Ersten Weltkriegs. Bis 1927 gab Richmond einige kleinere Publikationen zur Nomenklatur auf Basis des Katalogs heraus, das volle Potential desselben stand jedoch lange Zeit nur wenigen Fachleuten zur Verfügung.
Nach Richmonds Tod 1932 wurde die Arbeit am Richmond Index bis mindestens 1990 und vereinzelt auch danach noch weitergeführt. Eine Ausgabe auf Mikrofiche erschien 1992 als The Richmond Index to the Genera and Species of Birds. Der Katalog ist auch heute noch eine wichtige Quelle für nomenklatorische und wissenschaftsgeschichtliche Fragestellungen. Die Karteikarten sind mittlerweile als Digitalisate im Internet verfügbar.